# إثيوبيا في الألعاب الأولمبية
إثيوبيا في الألعاب الأولمبية تعتبر الألعاب الأولمبية من الأحداث الرياضية المهمة في إثيوبيا، تقوم اللجنة الأولمبية الإثيوبية بالإشراف في شؤون مشاركات اثيوبيا في الألعاب الأولمبية، أول مشاركة لإثيوبيا في الألعاب الأولمبية كانت في دورة 1956 في ملبورن في أستراليا حيث شاركت ب12 رياضي وتمكنت من الفوز بأول ميدالية لها في دورة 1960 في روما،  فازت إثوبيا بمشوارها الأولمبي بمجموع 39 ميدالية منها 21 ميدالية ذهبية و 7 فضية و17 برونزية، أكثر الرياضات التي تنافس فيها إثيوبيا هي ألعاب القوى حيث تعتبر من أقوى الدول التي تنافس سباقات المسافات الطويلة والمتوسطة والماراثونات، وأفضل نتيجة حققتها إثيوبيا كانت في دورة 2008 في بكين حيث حلت فيها بالمركز ال18 بعد أن فازت ب4 ميداليات ذهبية وميدالية فضية و3 ميداليات برونزية. شاركت إثيوبيا في 3 دورات في الألعاب الأولمبية الشتوية ولم تفز بأي ميدالية حتى الآن.